# فینیش (مواد شوینده)

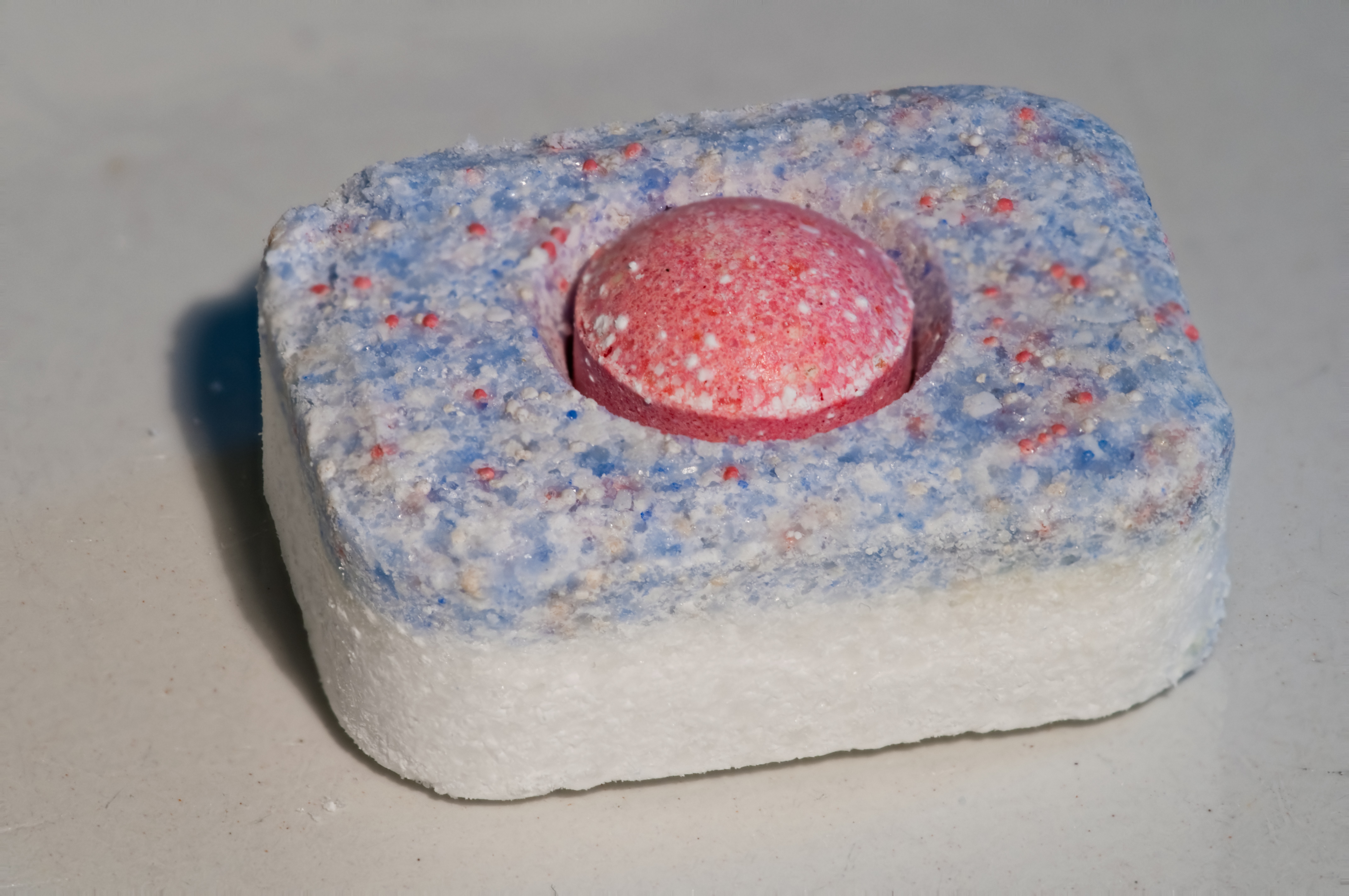
قرص ماشین ظرفشویی

فینیش (انگلیسی: Finish) که در بعضی کشورها تحت عنوان کالگونیت فروخته می‌شود، یک نشان تجاری تولیدکننده ی شوینده‌های ماشین ظرفشویی است که توسط شرکت رکیت تولید می‌شود. شرکت فینیش در آمریکا واقع شده‌است. محصولات شوینده شرکت فینیش در تمام جهان به فروش می‌رسد.

## تاریخچه
در اوایل دهه ۱۹۵۰، استفاده روزافزون از ظروف غذاخوری پلاستیکی مشکلاتی را ایجاد کرد. فینیش در سال ۱۹۵۳ توسط شرکت آمریکایی Economics Laboratory (اکولب کنونی) ایجاد شد. این شرکت با بهره‌گیری از پژوهش‌هایی که در مورد نیازهای صنایع لبنی و غذایی صورت گرفته بود، دو محصول جدید را برای ماشین ظرفشویی خانگی در سال ۱۹۵۳ عرضه کرد. آن‌ها بعدها در سال ۱۹۶۹ اولین پودر بیولوژیکی را معرفی کردند.
محصولات مواد شوینده فینیش با پخش عمده محصولات به تمام نقاط کشور و جهان به عنوان یکی از پر فروش‌ترین و عالی‌ترین برندها شناخته شده می‌باشند که دارای تنوع زیادی هستند و با قیمت مناسب امکان ارسال به تمام جهان وجود دارد. این محصول ساخت کشورهای آلمان و ترکیه می‌باشد و دارای محبوبیت خاصی در میان مصرف‌کننده‌ها می‌باشد.
فینیش داری تنوع بسیار زیادی در محصولات خود است که در ادامه به برخی از آنها اشاره می‌کنیم.
- قرص ظرفشویی فینیش
- ژل ظرفشویی فینیش
- مایع جلادهنده ماشین ظرفشویی فینیش
- نمک ماشین ظرفشویی فینیش
- پودر ماشین ظرفشویی
- بوگیر ماشین ظرفشویی فینیش
- مایع براق کننده و جلادهندهٔ ماشین ظرفشویی
- .... این محصول بخش بسیار زیادی از بازار ایران را در اختیار خود دارد.